# Boris Nemtsov
Pour les articles homonymes, voir Nemtsov.
Boris Efimovitch Nemtsov (en russe : Бори́с Ефи́мович Немцо́в [bɐˈrʲis jɪˈfʲiməvʲɪtɕ nʲɪmˈtsof]), né le 9 octobre 1959 à Sotchi et mort assassiné le 27 février 2015 à Moscou, est un homme d'État libéral russe.
En tant que premier gouverneur de l'oblast de Nijni Novgorod de 1991 à 1997, il met en place d'importantes réformes libérales. Il devient par la suite ministre de l'Énergie et vice-président du gouvernement chargé de l'Économie sous la présidence de Boris Eltsine, de 1997 à 1998. Élu plusieurs fois au Parlement russe, Boris Nemtsov est également membre du Conseil de sécurité de Russie et de la Douma de 1999 à 2003. Il est par la suite un vif opposant à Vladimir Poutine.
Son assassinat en février 2015 à proximité de la place Rouge provoque l'émotion d'une partie de la population russe et de la communauté internationale ; il est vu comme la fin de toute possibilité d’opposition politique en Russie.

## Biographie

### Vie privée
Boris Efimovitch Nemtsov est le fils de Efim Davidovitch Nemtsov et Dina Iakovlevna (née Eïdman) Nemtsova. Sa mère est de confession juive. Il est également le petit-neveu de Yakov Sverdlov. Dans son autobiographie, il raconte que sa grand-mère paternelle orthodoxe russe le baptisa alors qu'il était nourrisson. Nemtsov, chrétien pratiquant et orthodoxe, ne l'apprit que quelques années après qu'il fut devenu pratiquant. Il est marié et père de quatre enfants, dont l'un avec son épouse et trois avec deux maîtresses distinctes. La journaliste Janna Nemtsova est l'une de ses enfants.

### Carrière politique

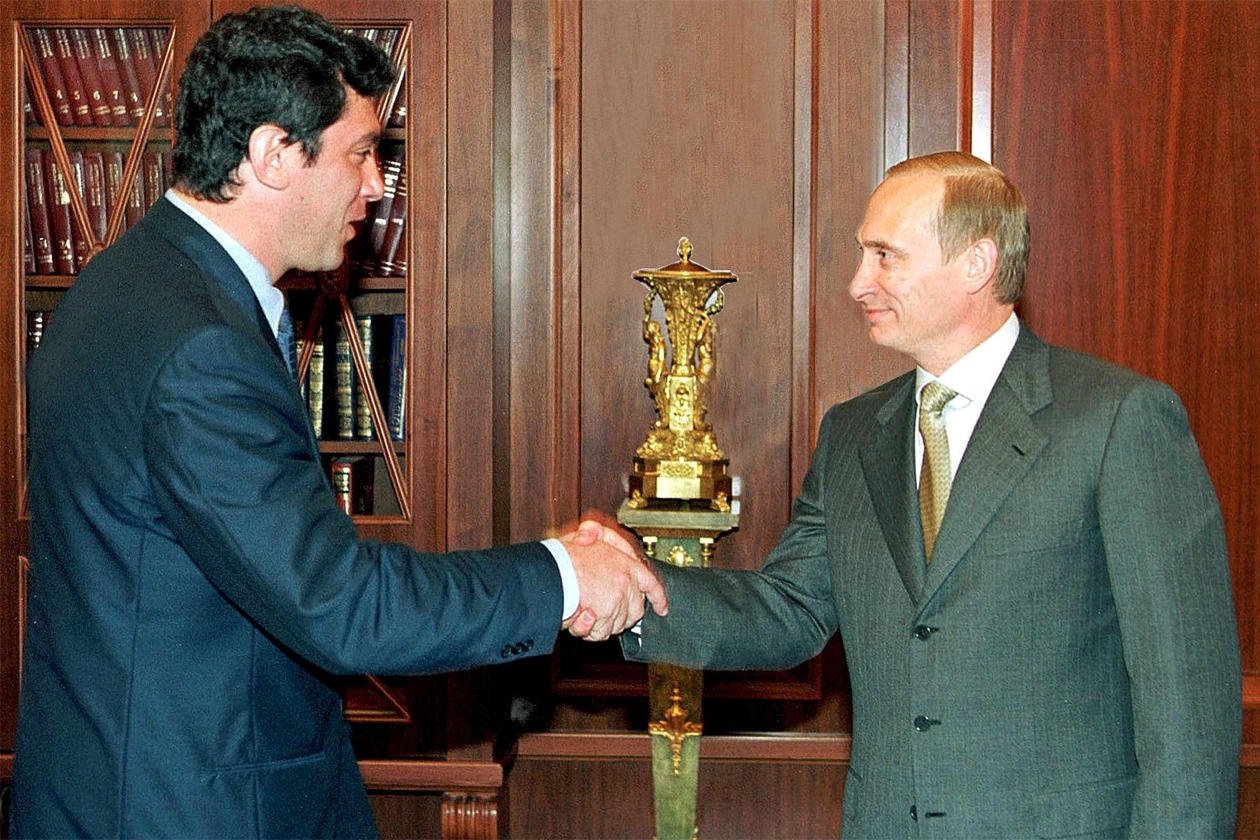
Boris Nemtsov, leader du parti de l'Union des forces de droite, avec le président Vladimir Poutine, en juillet 2000.

Boris Nemtsov, physicien de formation, commence sa carrière politique en 1986, après la catastrophe nucléaire de Tchernobyl, en organisant avec succès une protestation contre la construction d'une nouvelle centrale nucléaire près de sa ville natale.
Élu au Soviet suprême, le Parlement soviétique, en 1990, il devient gouverneur de l'oblast de Nijni Novgorod, à 400 km à l'est de Moscou. Ses réformes libérales et son style de gouvernement ouvert lui vaudront le soutien de Margaret Thatcher lors de sa visite en 1993. Durant le putsch de Moscou en 1991, il soutient Boris Eltsine face aux communistes. Le voyant comme son successeur, Boris Eltsine persuade Nemtsov d'entrer dans son gouvernement en 1997. Nemtsov continue son ascension politique jusqu’à devenir le principal opposant à Vladimir Poutine.
Avant de devenir vice-président du gouvernement chargé de l'Économie dans les cabinets de Viktor Tchernomyrdine de mars 1997 à août 1998, Boris Nemtsov est ministre de l'Énergie sous Boris Eltsine, ce qui lui vaut par la suite d'être régulièrement dénoncé par le Kremlin comme un homme politique lié aux oligarques qui ont profité de la vague de privatisations des années 1990.
Au moment de sa nomination, il bénéficie d'une rare popularité parmi la classe politique russe, popularité que le président Eltsine emploie pour demander à Nemtsov de faire passer une réforme locative impopulaire. Son image publique souffre ensuite[réf. nécessaire] de sa participation au gouvernement de Sergueï Kirienko, qui conduit la Russie au célèbre « krach » d'août 1998. Nemtsov s'emploie également à protéger l'image de Boris Brevnov, nommé avec son appui à la tête du groupe énergétique d'État Unified Energy System. Ce dernier, accusé de détournement par plusieurs médias russes, se maintient grâce au soutien du gouvernement.
Le premier président de la Russie démocratique, dont il était très proche, avait envisagé un temps d'en faire son dauphin, avant de lui préférer le chef du FSB (ex-KGB), Vladimir Poutine. Il démissionne de ses fonctions ministérielles en août 1998.
Aux élections législatives de 1999, Boris Nemtsov est élu à la Douma — chambre basse du Parlement — sous l'étiquette de l'Union des forces de droite (SPS). Contrairement à plusieurs membres de son parti, il refuse de rallier la candidature de Vladimir Poutine à l'élection présidentielle de 2000, jugeant son programme trop flou. Il critique notamment la gestion par le pouvoir de la prise d'otages du théâtre de Moscou, qui provoque la mort d'au moins 130 personnes, et la politique conduite par Poutine en Tchétchénie. Après son échec au scrutin législatif de 2003 (le parti perd 26 de ses 29 sièges), il se retire provisoirement de la vie politique.
Il apporte son soutien à la révolution de 2004-2005 en Ukraine. Son opposition à Vladimir Poutine se renforce après les élections législatives de 2007, lors desquelles, dans un contexte de forte croissance économique, l'Union des forces de droite n'obtient que 0,96 % des voix. Pour le vice-président de l'Assemblée parlementaire de l'Organisation pour la sécurité et la coopération en Europe (OSCE), venu en observateur, « le pouvoir exécutif a organisé ces élections de telle manière qu'il a quasiment élu ce Parlement ». Boris Nemtsov les dénonce comme « les plus malhonnêtes de l'histoire de la Russie ». L'Union des forces de droite est remplacée en 2008 par le mouvement Solidarnost, dont Nemtsov est le leader avec l'ex-champion d'échecs, Garry Kasparov.

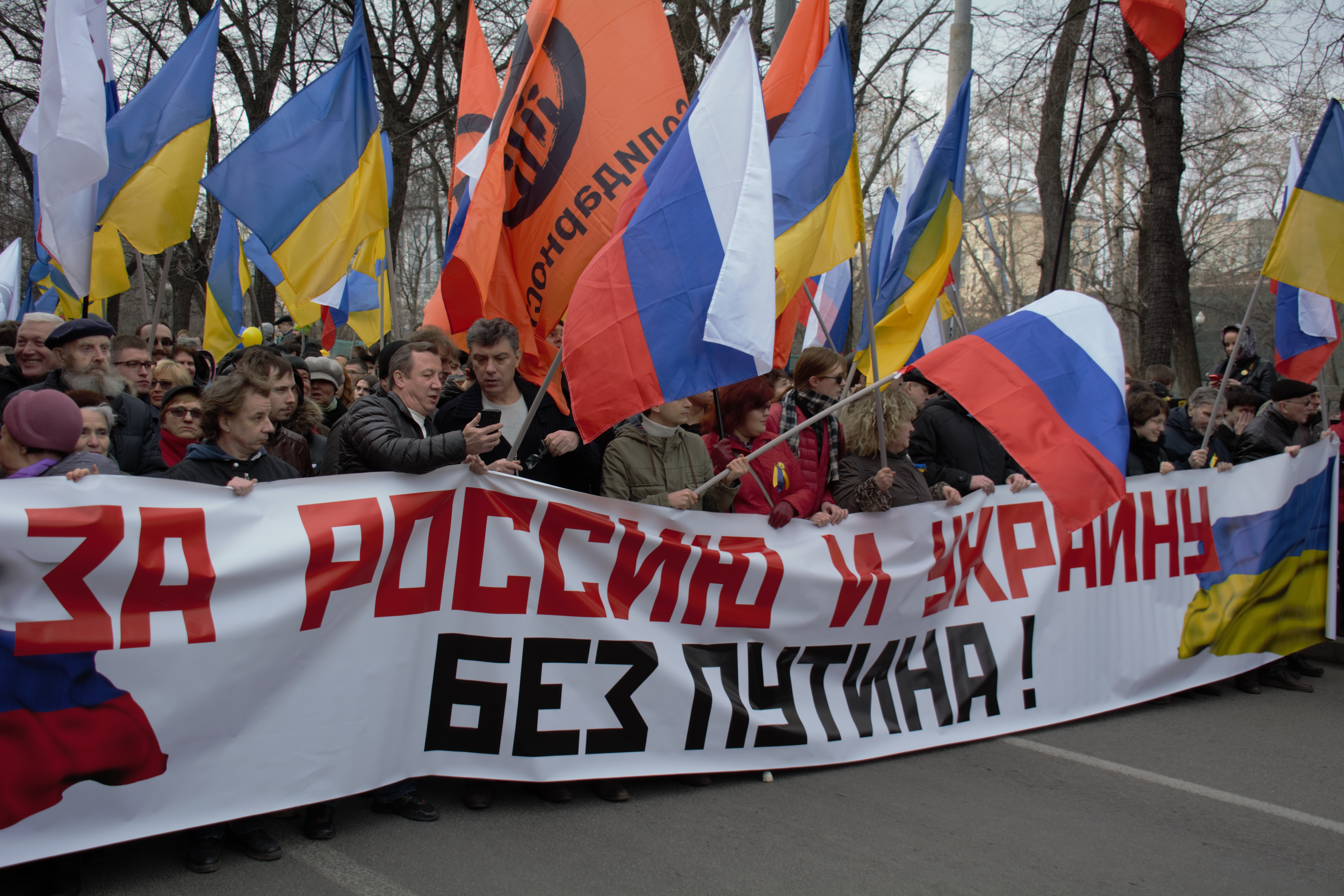
Manifestation à Moscou contre la guerre en Ukraine, en 2014.

En 2009, candidat à la mairie de sa ville natale, Sotchi, Boris Nemtsov y dénonce la corruption dans le cadre des jeux olympiques d'hiver de 2014 ; il estime que la ville n'était « pas prête à supporter l'immense charge — en termes de construction, d'écologie, de transport et de migration — que constitue l'aménagement des infrastructures olympiques ». Le 23 mars 2009, il est aspergé au visage avec de l'ammoniac, par des inconnus dans la rue. Le 31 décembre 2010, il est arrêté dans le cadre d'une manifestation illégale à Moscou, et emprisonné pour deux semaines.
Aux côtés d'Alexeï Navalny, il s'affiche comme figure de proue des manifestations qui secouent Moscou pendant l'hiver 2011-2012, à la suite d'élections législatives contestées. Après la réélection de Vladimir Poutine au Kremlin en mai 2012, il continue à dénoncer les dépenses jugées excessives du président et la corruption. Il est élu au parlement régional de Iaroslavl en 2013.
Il prend parti dans le conflit de l'Est de l'Ukraine en organisant plusieurs marches pacifiques en soutien à Kiev. Il affirme notamment que l'annexion de la Crimée est illégale. Selon Ksenia Sobtchak, autre figure de l'opposition, Boris Nemtsov travaillait à un rapport sur la présence de l'armée russe en Ukraine, présence que le Kremlin nie formellement.

### Assassinat

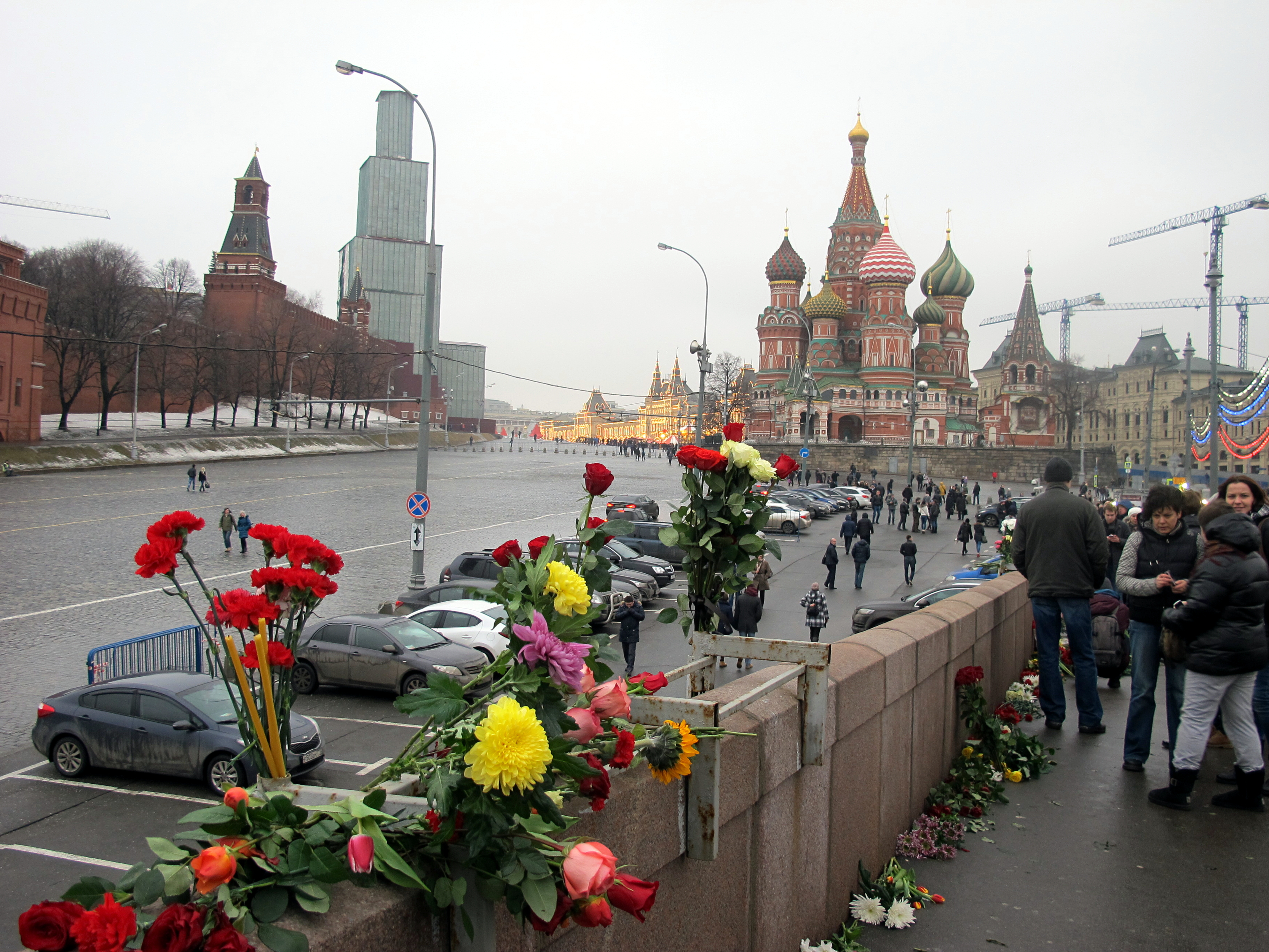
Les lieux, le lendemain de l’assassinat.

Boris Nemtsov est assassiné de quatre balles tirées par le Makarov PM d'un tireur en voiture, dans la nuit du 27 au 28 février 2015 en plein centre de Moscou, à quelques pas du Kremlin, alors qu'il se promenait avec sa compagne Anna Douritskaïa, d'origine ukrainienne,.
Selon certaines sources, la victime s'apprêtait à révéler des preuves de la présence de forces russes dans la partie est de l'Ukraine. L’assassinat est lu par certains commentateurs comme la fin de toute possibilité d’opposition politique à Vladimir Poutine en Russie.
Nemtsov a été inhumé au cimetière Troïekourovskoïe à Moscou le 3 mars 2015.

#### Enquête
Les enquêteurs russes qualifient cet assassinat de « minutieusement planifié ». Selon eux, « Boris Nemtsov se rendait avec sa compagne à son appartement, qui est situé non loin du lieu des faits. Il est évident que les organisateurs et les auteurs de ce crime étaient informés de son trajet ».
Le président Vladimir Poutine a déclaré que cet événement « porte les marques d'un meurtre commandité et a tout d'une provocation ». Un important dispositif policier a été déployé sur les lieux. Le porte-parole du Kremlin, Dmitri Peskov, a également indiqué que le chef de l’État russe avait demandé au Comité d'enquête, au ministère de l'Intérieur et au FSB (ex-KGB) d'enquêter sur ce meurtre.
Le 8 mars 2015, un ancien policier russe d'origine tchétchène, Zaour Dadaïev, reconnaît sa participation au meurtre de l'opposant, avant de se rétracter les jours suivants. Quatre autres suspects, dont deux originaires d'Ingouchie, ont été arrêtés.
Après avoir rendu visite à Zaour Dadaïev dans sa cellule de prison, le 11 mars 2015, deux membres du Conseil consultatif pour les droits de l'homme auprès du Kremlin laissent entendre que celui-ci a été torturé par les autorités pour qu'il passe aux aveux. De son côté, Alexeï Navalny déclare croire à une implication de Vladimir Poutine dans cet assassinat. 
La Cour européenne des droits de l’homme considère que les autorités russes n’ont pas enquêté « de manière adéquate » sur l’identité des personnes qui ont organisé et commandité l’assassinat, dénonçant une enquête presque vide.
En juillet 2017, les suspects ont été condamnés à des peines allant de onze à vingt ans de prison.

#### Rassemblement

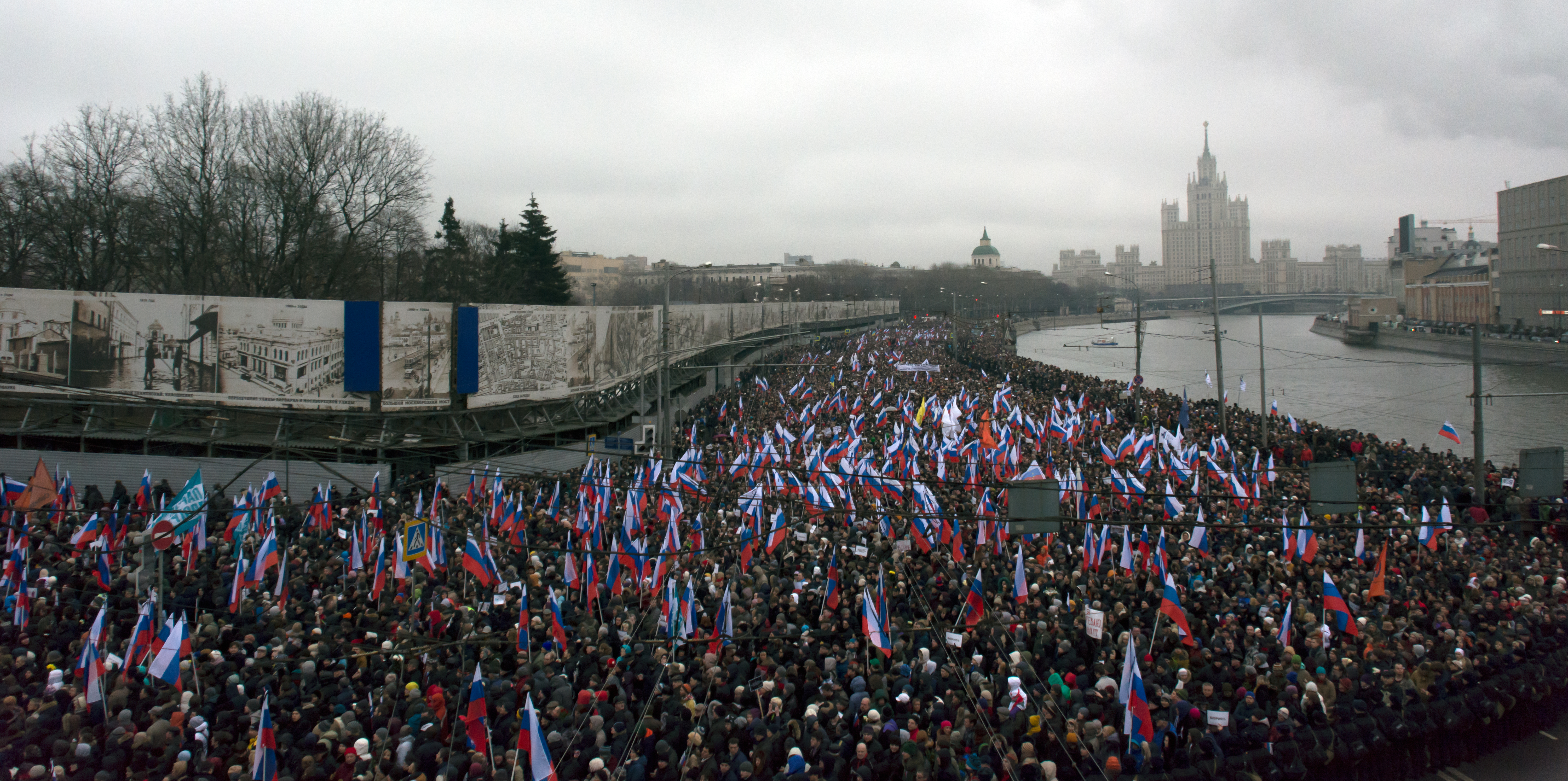
Manifestation à Moscou le 1er mars 2015 en hommage à Boris Nemtsov.

Avec Alexeï Navalny, Boris Nemtsov devait organiser un vaste rassemblement le 1er mars 2015, pour dénoncer la situation en Ukraine et la gestion par le Kremlin de la grave crise économique que traverse la Russie, en raison notamment des sanctions financières occidentales et de la chute des prix du pétrole.
Après le meurtre de Boris Nemtsov, un responsable de la manifestation, Leonid Volkov, annonce que celle-ci est annulée au profit d'une marche à sa mémoire. Les autorités de la ville de Moscou autorisent l'opposition à l'organiser, mais précisent qu'elle ne pourra rassembler plus de 50 000 participants au centre de la capitale russe.
Au total, entre 21 000 (selon la police) et 70 000 personnes (selon les organisateurs) défilent dans les rues de Moscou. Cette manifestation est la plus importante depuis l'élection présidentielle de 2012.
En France, Russie-Libertés organise le 1er mars à Paris un rassemblement en hommage à l'homme politique et opposant russe.

#### Hommage
Le 25 février 2018, trois ans après sa mort, la municipalité de Moscou décide d'inaugurer une plaque commémorative dans l'immeuble où il vivait.
Les villes de Washington le 27 février 2018, Prague le 27 février 2020, Kiev et Vilnius ont baptisé des places Boris Nemtsov, à chaque fois à proximité de l'ambassade de Russie.

## Publication du rapport sur la présence de l'armée russe en Ukraine
Le 12 mai 2015, Ilia Iachine a présenté au siège du parti de l'opposition russe un rapport intitulé Poutine. La Guerre. Ce texte est donné comme la reconstitution du rapport que Nemtsov, au moment de son assassinat, préparait sur la présence de l'armée russe en Ukraine, présence que Vladimir Poutine et le ministère de la Défense nient catégoriquement. Nemtsov n'ayant pas eu le temps d'écrire ce rapport lui-même, on s'est servi de son plan, de notes qu'il avait écrites à l'intention de son assistante et de témoignages anonymes des proches de certains soldats russes morts dans les opérations.
Selon ces témoignages anonymes, les soldats russes, avant d'être envoyés dans le Donbass, étaient obligés de démissionner de l'armée. Le ministère de la Défense aurait promis des indemnités financières, pour les soldats en cas de blessure et pour leurs ayants droit en cas de décès, mais le versement de ces indemnités aurait cessé en septembre 2014.